# Kanton Sizun
Kanton Sizun (fr. Canton de Sizun) je francouzský kanton v departementu Finistère v regionu Bretaň. Skládá se ze čtyř obcí.

## Obce kantonu
- Commana
- Locmélar
- Saint-Sauveur
- Sizun